# Peugeot 304
El Peugeot 304 es un automóvil del segmento C producido por el fabricante francés Peugeot entre los años 1969 y 1980. El 304 comparte numerosos componentes con el Peugeot 204.

## Orígenes
El 304 fue diseñado para llenar el hueco entre el popular 204 y el recientemente introducido Peugeot 504. Dado que el 204 tenía una excepcionalmente amplia cabina de pasajeros para su clase, la carrocería 304  utiliza la porción central de este; el motor y tren de rodaje eran en su mayoría intercambiables entre los dos coches. Sin embargo, el 304 tenía una parrilla frontal y faros delanteros rediseñados, y un maletero alargado, diseñado conscientemente para emular al 504, que había recibido en general una respuesta positiva por parte del mercado.
Fue dotado de un motor de gasolina de cuatro cilindros y 1288 cc de cilindrada denominado XL3 con una versión deportiva llamada XL3S. Los modelos más recientes fueron equipados con motores XL5 o XL5S de 1290 cc de cilindrada.
Estuvo disponible en versiones berlina de cuatro puertas, familiar de cinco puertas, coupé y  cabriolé entre 1970-1975 y furgoneta (1977-1979).
El coche se vendió hasta el año 1980 y fue reemplazado por el Peugeot 305, que se había lanzado en 1977.

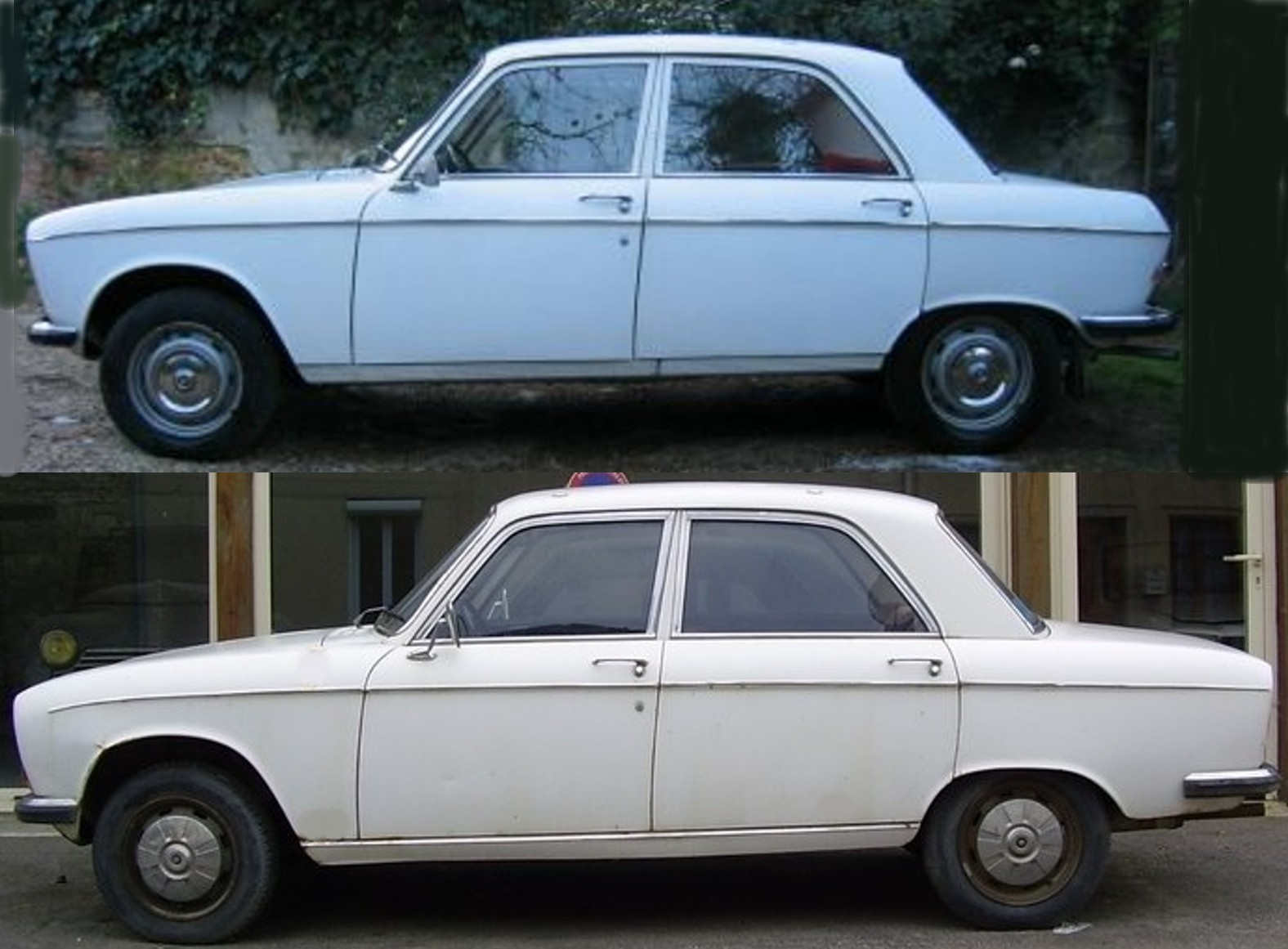
Comparación entre el 204-304 sedán
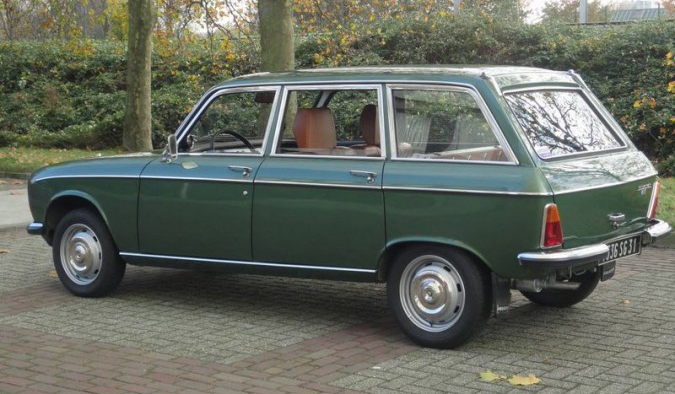
304 familiar
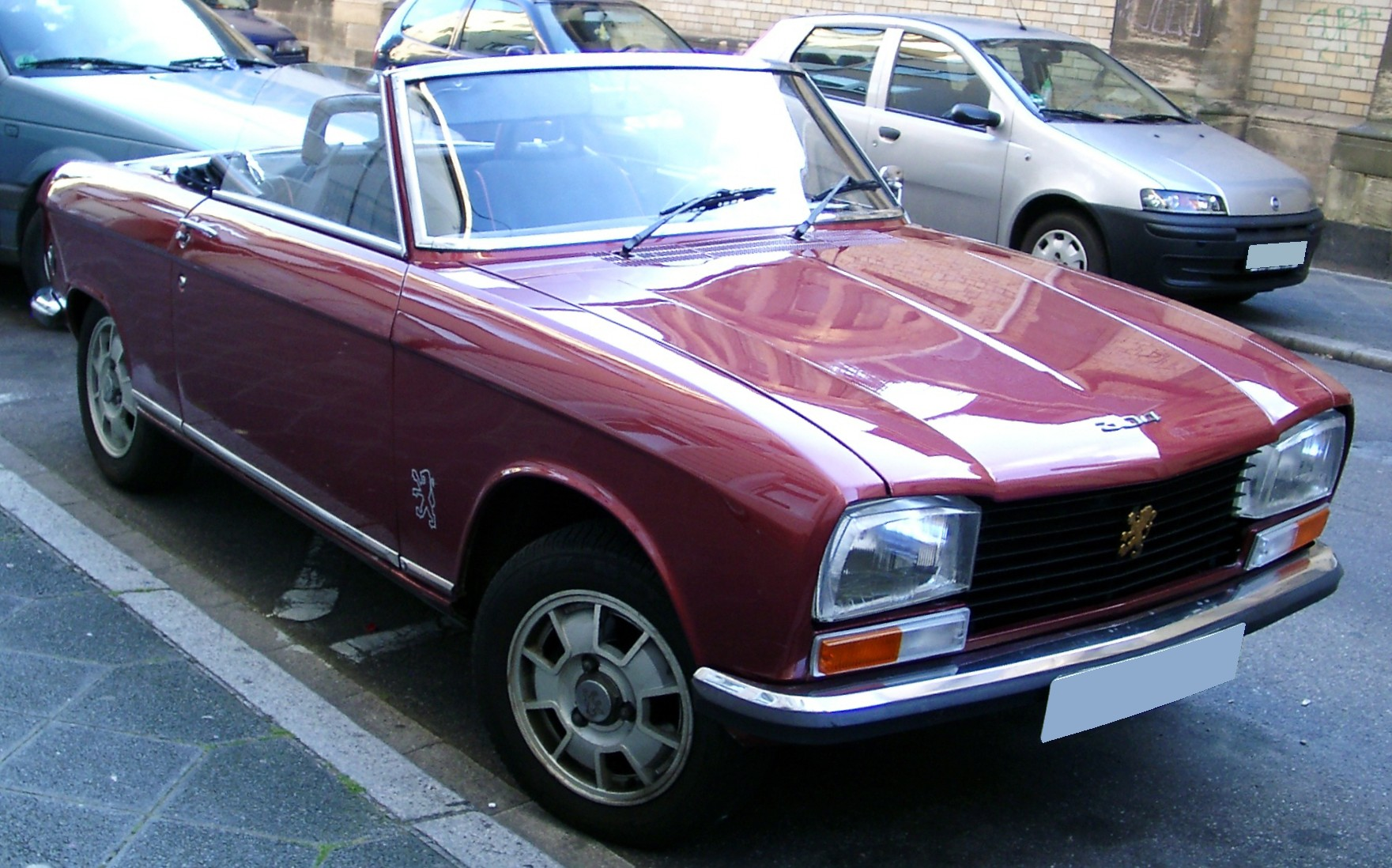
304 cabriolé
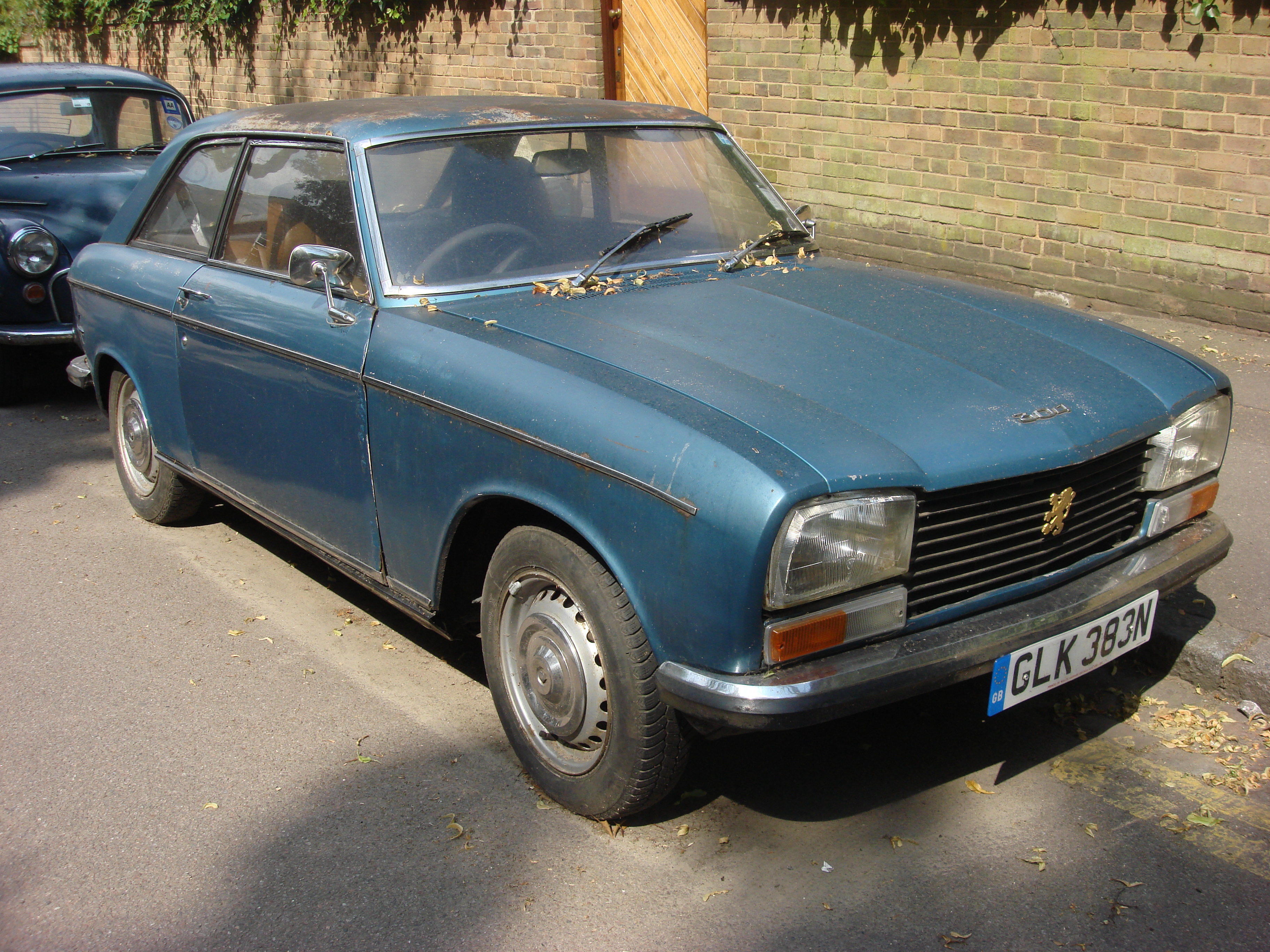
304 coupé

### Artículos con anexos
Familia Peugeot